# Ardina Strüwer
Ardina Strüwer, född 4 november 1966 i Stockholm, är en svensk journalist, författare och fotograf, verksam i Frankrike.
Hon är dotter till konstnären Ardy Strüwer och journalisten Gunnela, ogift Sterner.